# Gola di Rio Grande
La gola di Rio Grande costituisce un canyon naturale sull'isola di Vulcano (arcipelago delle Eolie), nel territorio di Lipari, comune italiano della città metropolitana di Messina in Sicilia.
Il canyon si trova a ridosso del versante orientale del principale cratere dell'isola eoliana.
Costituisce la frattura geologica tra due dei tre coni vulcanici che costituiscono l'isola, ovvero quello a sud o meridionale, denominato Vulcano vecchio, spento da decine di migliaia di anni, e quello denominato Vulcano della Fossa (o Gran Cratere o Cono di Vulcano), ancora attivo con emissioni fumaroliche, la cui ultima eruzione risale al 1888 - 1890.